# NGC 5241
NGC 5241 este o galaxie spirală situată în constelația Fecioara. A fost descoperită în 29 martie 1886 de către Lewis A. Swift. Se află la o distanță de 95,54 de megaparseci de Pământ.